# Talon A

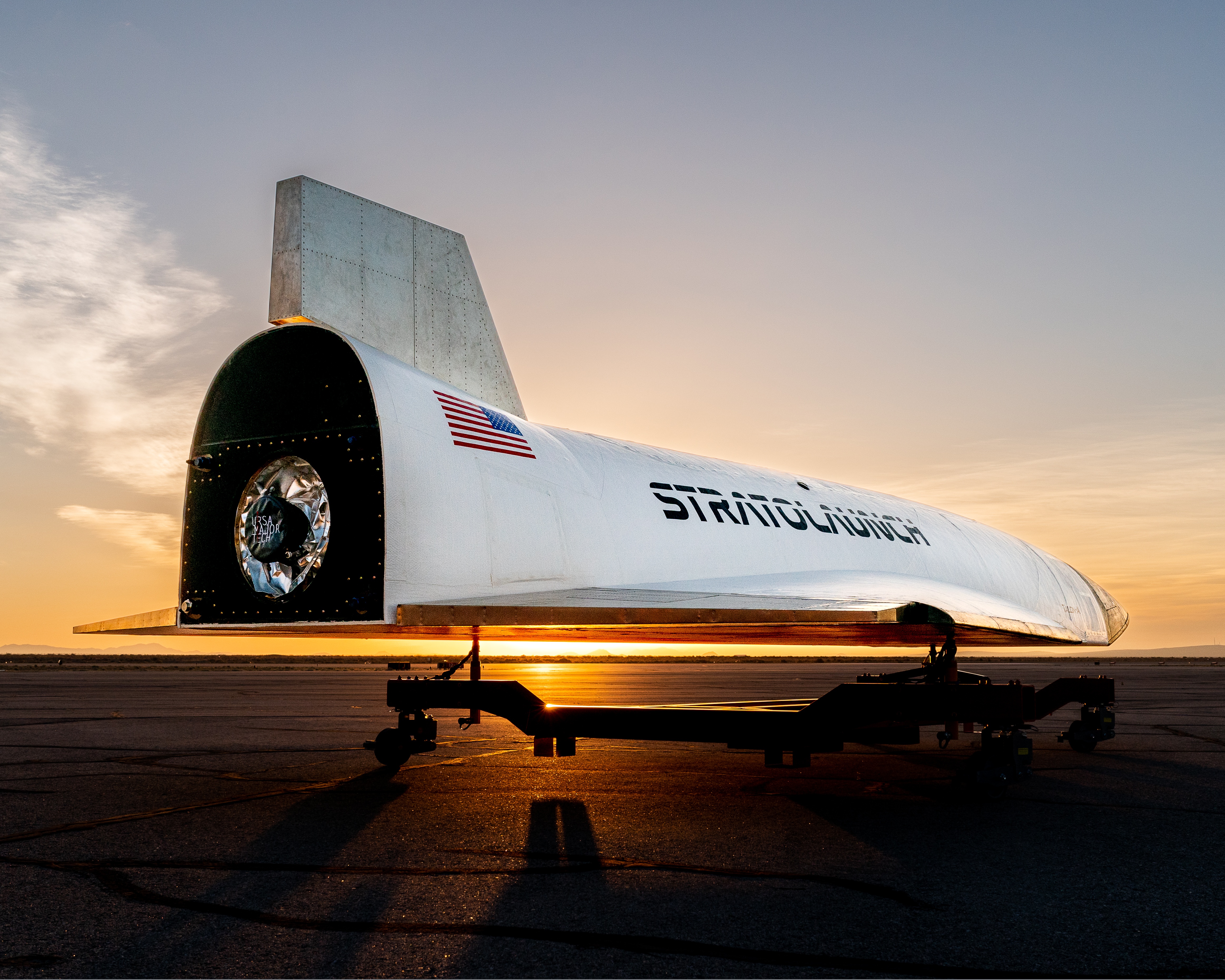
Testopstelling van de Talon A

De Stratolaunch Talon A is een onbemand hypersonisch raketvliegtuig van lucht- en ruimtevaartbedrijf Stratolaunch dat anno 2025 in ontwikkelingsfase van testvluchten verkeert. Het is ontworpen om hypersonische tests voor derden te faciliteren. De Talon A wordt gelanceerd vanonder een draagvliegtuig maar kan ook vanaf een startbaan opstijgen. Het voertuig landt op een landingsbaan. De Talon A moet het eerste herbruikbare hypersonische vliegtuig sinds de X-15 worden, en de eerste in zijn soort die met private middelen wordt ontwikkeld.

## Ontwikkeling

### Aankondiging
Nadat Stratolaunch in 2019 bijna failliet was gegaan, vrijwel al het personeel moest ontslaan en was overgenomen door nieuwe investeerders besloot het bedrijf, dat over een enorm draagvliegtuig zonder lanceertuig beschikte, zich voorlopig op hypersonische testvluchten in plaats van ruimtevaart als businessmodel te richten. Op 30 maart 2020 presenteerde Stratolaunch het ontwerp voor de Talon A.

### Concept
De Talon A is een onbemand, hypersonisch raketvliegtuig dat snelheden tussen Mach 5 en Mach 7 kan halen. Het is 8,5 meter lang en heeft een spanwijdte van 3,5 meter. Het voertuig kan zowel vanaf een startbaan als vanonder het draagvliegtuig worden gelanceerd en het kan volautomatisch landen. Stratolaunch bezit anno 2024 twee geschikte draagvliegtuigen: de Scaled Composites Stratolaunch alias The Roc en een gemodificeerde Boeing 747-400 The Spirit of Mojave die eerder bij Virgin Orbit werd gebruikt om lichte air-to-orbit- raketten te lanceren. Als motor wordt een hypersonische variant van de door Ursa Major ontworpen en geproduceerde Hadley-motor gebruikt. Deze werkt op RP-1-raketkerosine en vloeibare zuurstof.
Het voertuig is bedoeld om materialen en technieken bloot te stellen aan hypersonische snelheden, vibraties en hitte die ontstaan door het extreem verstoren van de atmosfeer bij die snelheden.  Anders dan op normale hypersonische raketten kan het geteste materiaal worden teruggebracht waardoor de effecten op het materiaal achteraf minutieus kunnen worden onderzocht. De hierdoor opgedane kennis kan worden gebruikt bij het ontwikkelen van hypersonische wapenraketten.
Na een serie testvluchten om de Stratolaunch te testen werden enkele testvluchten met de Pylon, het ophangingssysteem voor de Talon A onder de middenvleugel, uitgevoerd om de aerodynamische invloed op het vliegtuig te testen.

### Testvlucht prototype TA-0
Op 28 oktober 2022 vloog de Stratolaunch voor het eerst met een Talon A-prototype onder de middenvleugel. Na een aantal testvluchten werd op 13 mei 2023 dit testobject, TA-0, in de lucht losgekoppeld van het draagvliegtuig. De TA-0 bevatte nog geen voortstuwing of besturing en kwam uiteindelijk in de oceaan terecht. Het doel van de vlucht was vooral te zien hoe het draagvliegtuig zou reageren en aan te tonen dat het ophangings- en afkoppelingsmechanisme in volle vlucht werkte.

### Testvlucht prototype TA-1
Op 3 december 2023 vloog de Stratolaunch voor het eerst met de TA-1 onder zijn middenvleugel. De TA-1 was tijdens deze vlucht volgetankt.
Op 9 maart 2024 werd dit Talon A-prototype met motor losgelaten en gestart voor een succesvolle testvlucht. Na het starten van de motor werd een hypersonische snelheid in de atmosfeer benaderd, de motor draaide ongeveer 200 seconden. Na het uitschakelen van de motor remde de Talon A op de atmosfeer en maakte een zweefvlucht naar een plaats in zee. De TA-1 was nog niet geschikt voor een landing en ging bij het raken van het water, zoals verwacht, verloren. Aan boord was een niet gespecificeerd experiment van een evenmin gespecificeerde klant die volgens Stratolaunch tevreden was over het verloop van de testvlucht..
Deze vlucht was tevens de eerste vlucht ooit die door een raketmotor van Ursa Major Technologies werd aangedreven.

### Vervolg testprogramma
Na de succesvolle vlucht van de TA-1 werd gemeld dat de volgende Talon A, de TA-2 is gebouwd voor herbruikbaarbaarheid en een landing zal uitvoeren. De TA-3 was op dat moment in aanbouw.
In december 2024 werd TA-2 gelanceerd tot hypersonische snelheid gelanceerd waarna deze met succes landde. Op 5 mei 2025 werd dit herhaald waarmee herbruikbaarheid werd aangetoond.

## Afgeleiden
Stratolaunch heeft ook twee vliegtuigmodellen aangekondigd die voortborduren op de technieken van Talon A: een grotere Talon genaamd Talon+ (eerder Talon Z genoemd) en een orbitaal ruimtevliegtuig, dat in 2020 Black Ice werd genoemd maar anno 2024 als Space Plane op de website van Stratolaunch staat vermeld.